# Carnal Grief
Carnal Grief är ett svenskt metal-band som spelar melodisk death metal, eller som de själva beskriver det: en korsbefruktning av heavy metal och dödsmetall. Bandet grundades 1997 och har under åren producerat 3 demos och släppte 2004 sin debutskiva Out of Crippled Seeds på skivbolaget Trinity Records Hong Kong. De släppte den 25 september 2006 sitt andra fullängdsalbum på svenska bolaget GMR Music Group. Bandet härstammar ifrån staden Arboga, men två av fem är numera bosatta i Örebro.

## Medlemmar
Nuvarande medlemmar
- Johan Olsen – basgitarr (1997– )
- Henrik Brander – trummor (1997– )
- Johan Lindgren – gitarr (1997– )
- Per Jonas Carlsson – sång (2004– )
- André Alvinzi – gitarr (2004– )

Tidigare nedlemmar
- Johan Larsson – gitarr (1997–1999)
- Magnus Andersson – gitarr (1999–2003)
- Pär Fransson – gitarr (2003–2004)

## Diskografi
Demo
- Embraced by the Light (1997)
- Cradlesongs (1998)
- Wastelands (1999)

Studioalbum
- Out of Crippled Seeds (Trinity Records Hong Kong, 2004)
- Nine Shades of Pain (GMRMusic, 25 september 2006)